# Honung
Honung är en trögflytande eller fast sockerlösning som honungsbin producerar av nektar, alternativt sekret från levande växtdelar eller utsöndringar från växtsugande insekter som bladlöss.
All honung är i färskt tillstånd rinnande och bärnstensfärgad. Honung är sur (pH i medeltal 3,9) och en så kallad superkyld vätska, då smältpunkten för de två huvudbeståndsdelarna är högre än normal rumstemperatur (103 grader C för fruktos och 146 grader C för glukos). Honungen är också "torr" och absorberar fukt ur luften, varför den bör förvaras med tättslutande lock. Kristalliserad blir den mer eller mindre fast och färgen varierar från vitt via gula nyanser till brunt eller gråsvart.
Honung som produkt produceras av domesticerade honungsbin. De tillsätter bland annat enzymer till nektarn som de samlar in för att bryta ner komplexa sockerarter till enkla samt upp till 13 olika sorters mjölksyrabakterier (laktobaciller) för att omvandla nektar till honung. Nektar innehåller normalt mellan 25 och 45 procent sockerarter, resterande andel är mest vatten. Färdig honung har torkats av bina och innehåller normalt bara 14-18 procent vatten, innan de "konserverar" den genom att försluta vaxcellen som den placerats i med ett täckvaxlock. Honung är på grund av laktobakterierna ett fermenterat, eller syrat, livsmedel. Vad som får kallas honung i handeln regleras av EU, i Sverige av Livsmedelsverket (LIVSFS 2003:10). För att en produkt skall få kallas honung får inget ha tillförts eller borttagits utöver den naturliga nektar som bina samlat in.
Honungens dag, instiftad av Sveriges biodlares riksförbund, firas den 20 augusti varje år.

## Beståndsdelar
Honungens lukt, smak och färg beror på från vilka blommor som bina hämtat nektar. Kemiskt sett innehåller honung cirka 75 procent sockerarter och cirka 20 procent vatten. Huvuddelen av sockret är de enkla sockerarterna druvsocker och fruktsocker. Svensk honung är i regel fast till konsistensen eftersom svenska blommors nektar innehåller relativt mycket druvsocker.
Inga tillsatser är tillåtna i honung.

## Användning
Honung används vanligen som sötningsmedel i matlagning, bland annat i bakverk som baklava, i godis, te och söta drycker, samt i såser. Honung är en nödvändig ingrediens för bryggning av mjöd. Barn under ett års ålder ska inte äta honung, då den kan innehålla sporer som i sällsynta fall kan orsaka botulism. 
Honung förekommer också i en del kroppsvårdsprodukter.

## Honungsutvinning
Tre dominerande raser av honungsbin (gula italienska, krainer och nordiska bin) används i Sverige. Ett annat förekommande bi i Sverige idag är ett korsningsbi som kallas Buckfast efter det engelska kloster där korsningen avlades fram.
Efter att man tagit honungskakorna från bina avtäcker man först täckvaxlocken från vaxcellerna och sedan slungar (centrifugerar) man ut honungen ur kakorna. Det går också att krossa kakorna och pressa ut honungen. Därefter sker grovsilning och finsilning för att få bort oönskade partiklar från vaxkakorna. I industriell honungsproduktion byts ofta silningen mot klarning i tank, där oönskade partiklar istället kan skummas av från ytan efter längre tids lagring i kontrollerad temperatur.
Beroende på honungens sammansättning kommer den antingen att kristalliseras eller förbli flytande. Honung som förblir flytande kan tappas direkt på burk.
Honung som inte förblir flytande rörs oftast, i de skandinaviska länderna, under kristalliseringsprocessen, för att bryta sönder kristallkärnorna så de inte växer sig för stora/blir vassa, detta har med vår matkultur att göra. I andra länder kan de ha helt andra matkulturer och vilja ha honungen grynig/"grovkornig". Sådan honung kan smältas igen genom snabb uppvärmning till cirka 40 ºC för att när den sedan snabbt kylts ner igen ympas med kristallisationskärnor, oftast bestående av önskvärd finkristallin honung. Ymphonung kan tillverkas genom blandning av nyslungad/flytande honung med finkristallin honung vid cirka 14 ºC som dagligen rörs under "mognaden", så att kristalliseringen blir jämn och med så små kristaller som möjligt. Honungskvalitet mäts bland annat genom konsistens (i Skandinavien: len = bättre, grynig = sämre). 

### Typer av honung

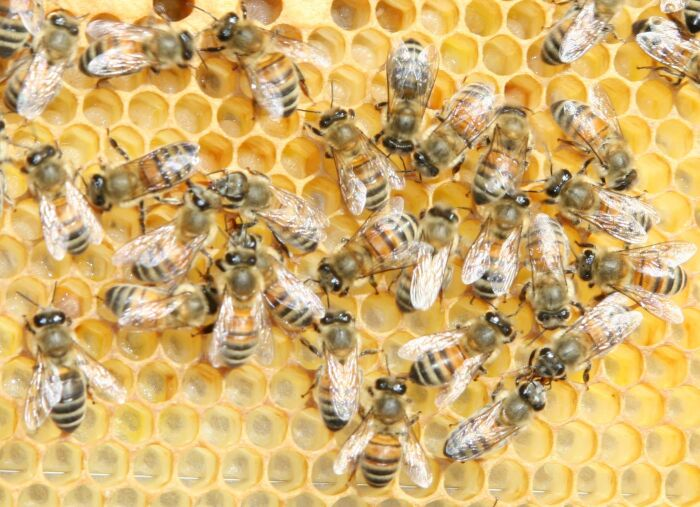
Buckfast honungsbin

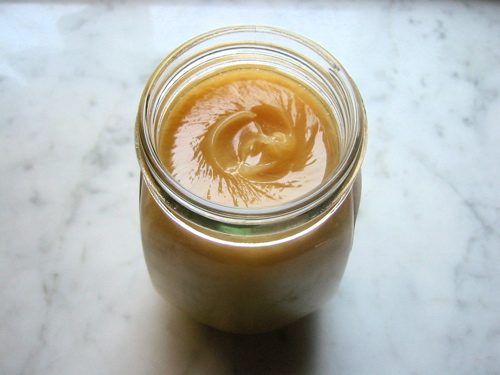
En burk honung, sockret har kristalliserats

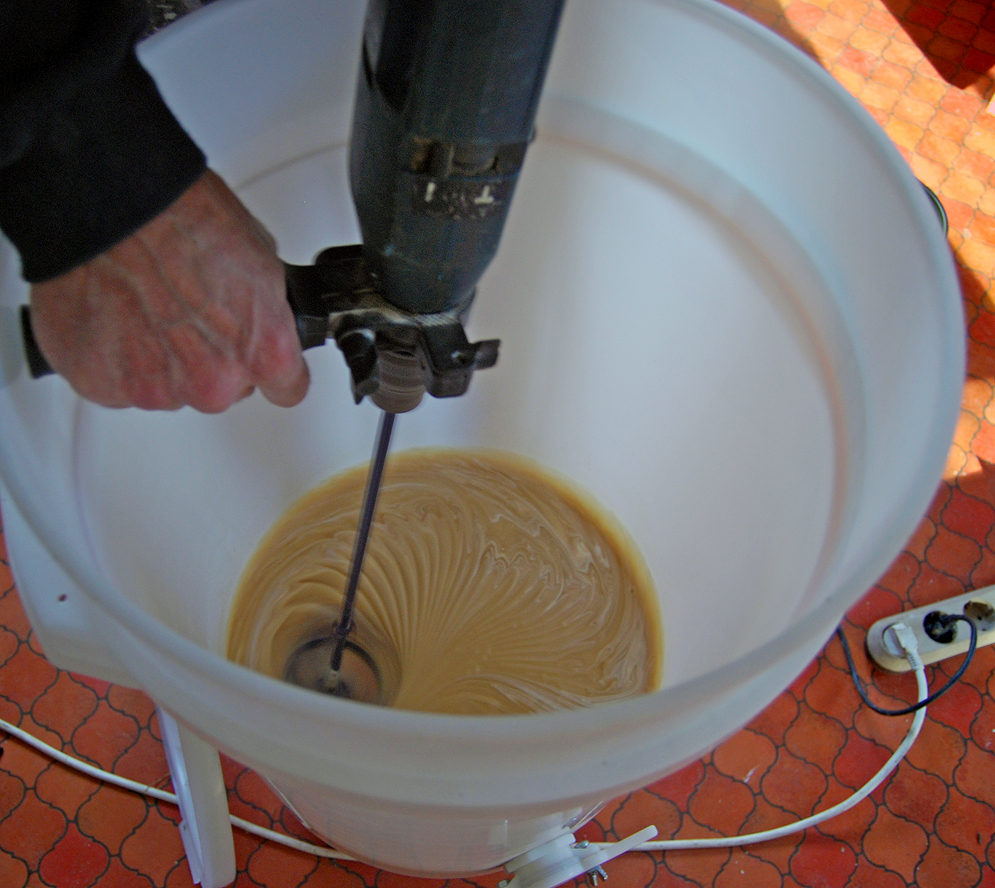
Nyslungad honung rörs om med en visp.

Honungens sammansättning, färg, smak och arom varierar beroende på dragkällan, det vill säga var bina hämtat råmaterialet. Den honung som saluförs i affärer är oftast en blandad produkt som har samma standard, oavsett goda eller dåliga skördar för biodlingen.
Sorthonung är, till skillnad från den blandade fullsäsongshonungen, tagen under blomtiden för en enskild växt. Exempel på sådan honung som framställs i Sverige är rapshonung, ljunghonung och lindhonung. Den i Sverige vanligaste importerade sorthonungen är akaciahonung. I andra delar av världen produceras olika sorthonung. Förutom de redan nämnda är bland annat avokado, alfalfa, bovete, hallon, klöver, eukalyptus, mjölke, manukahonung, apelsin, gran och salvia vanligt förekommande, men teoretiskt sett är det möjligt att odla sorthonung från vilken nektarproducerande blomma som helst.
Även så kallad vildblomshonung med fler än en nektarkälla räknas ibland som sorthonung, men då måste all honung komma från samma plats och alltså inte vara blandad.
Bladhonung är en kategori sorthonung, där någon växtsugare och någon värdväxt, tillsammans med biet, har bidragit till slutresultatet. Alla kombinationer av värdväxt och växtsugare är inte bra för biet att skapa honung av. Granbladlöss som parasiterar på gran, ger upphov till ett drag från bina. Slutresultatet kallas cementhonung för att den bildar en seg massa som inte låter sig slungas ur vaxkakan och som inte lämpar sig som vinterfoder för bina då de behöver tillgång till vatten för att kunna tillgodogöra sig denna honung. Även ljunghonungen är på liknande vis mycket svår att utvinna då den är tixotropisk, geléartad, och därför först måste masseras i vaxkakorna via speciell utrustning för att göra den flytande och möjlig att slunga ut.
Smaksatt honung har en inblandning av till exempel kakao eller apelsinessens. Blandningen tillverkas ofta med en honung av neutral smak, till exempel en från klöver eller raps. Sådana produkter räknas enligt EU-regler inte till honung (inga ämnen får tillföras) och etiketten ska klart ange att den är smaksatt (den får inte anges som  "Honung med apelsin" eller "Apelsinhonung", möjligen "Smaksatt honung, med apelsin").

## Världsproduktion
| Topp producenter av honung 2018 | Topp producenter av honung 2018 |
| Land                            | Produktion (ton)                |
| ------------------------------- | ------------------------------- |
| Kina                            | 446 900                         |
| Turkiet                         | 114 113                         |
| Argentina                       | 79 468                          |
| Iran                            | 77 567                          |
| Ukraina                         | 71 279                          |
| USA                             | 69 104                          |
| Indien                          | 67 442                          |
| Ryssland                        | 65 006                          |
| Mexiko                          | 64 253                          |
| Etiopien                        | 50 000                          |
| Brasilien                       | 42 346                          |

## Honung i litteraturen
Honung förekommer bland annat i berättelserna om Nalle Puh, vars favoritmat är just honung, och i serierna om Bamse, vars farmor kokar en särskild honung, dunderhonung, som gör honom väldigt stark. Eva Crane har utgivit flera böcker om honung och biodling.